# WTA Swiss Open 1984
Lo WTA Swiss Open 1984 è stato un torneo di tennis giocato sulla terra rossa. È stata la 13ª edizione del torneo, che fa parte del Virginia Slims World Championship Series 1984. Si è giocato al Drizia-Miremont Tennis Club di Lugano in Svizzera, dal 7 al 13 maggio 1984.

## Campionesse

### Singolare
Manuela Maleeva ha battuto in finale  Iva Budařová con il punteggio di 6–1, 6–1.

### Doppio
Christiane Jolissaint /  Marcella Mesker hanno battuto in finale  Iva Budařová /  Marcela Skuherská con il punteggio di 6–4, 6–3.